# Chasseguey
Chasseguey ist eine Ortschaft und eine ehemalige französische Gemeinde mit 81 Einwohnern (Stand: 1. Januar 2022) im Département Manche in der Region Normandie (vor 2016: Basse-Normandie). Sie gehörte zum Arrondissement Avranches und zum Kanton Isigny-le-Buat.
Mit Wirkung vom 1. Januar 2017 wurden die früheren Gemeinden Juvigny-le-Tertre, La Bazoge, Bellefontaine, Chasseguey, Chérencé-le-Roussel, Le Mesnil-Rainfray und Le Mesnil-Tôve zu einer Commune nouvelle mit dem Namen Juvigny les Vallées fusioniert und haben in der neuen Gemeinde den Status einer Commune déléguée. Der Verwaltungssitz befindet sich im Ort Juvigny-le-Tertre.

## Lage
Der Ort Chasseguey liegt 22 Kilometer ostsüdöstlich von Avranches. Nachbarorte von Chasseguey sind Le Mesnil-Rainfray im Nordosten, La Bazoge und Chèvreville im Südosten, Le Mesnillard im Südwesten sowie Reffuveille im Nordwesten.

## Bevölkerungsentwicklung
| Jahr                       | 1962 | 1968 | 1975 | 1982 | 1990 | 1999 | 2008 | 2015 |
| -------------------------- | ---- | ---- | ---- | ---- | ---- | ---- | ---- | ---- |
| Einwohner                  | 183  | 139  | 114  | 121  | 104  | 87   | 75   | 94   |
| Quellen: Cassini und INSEE |      |      |      |      |      |      |      |      |

## Sehenswürdigkeiten

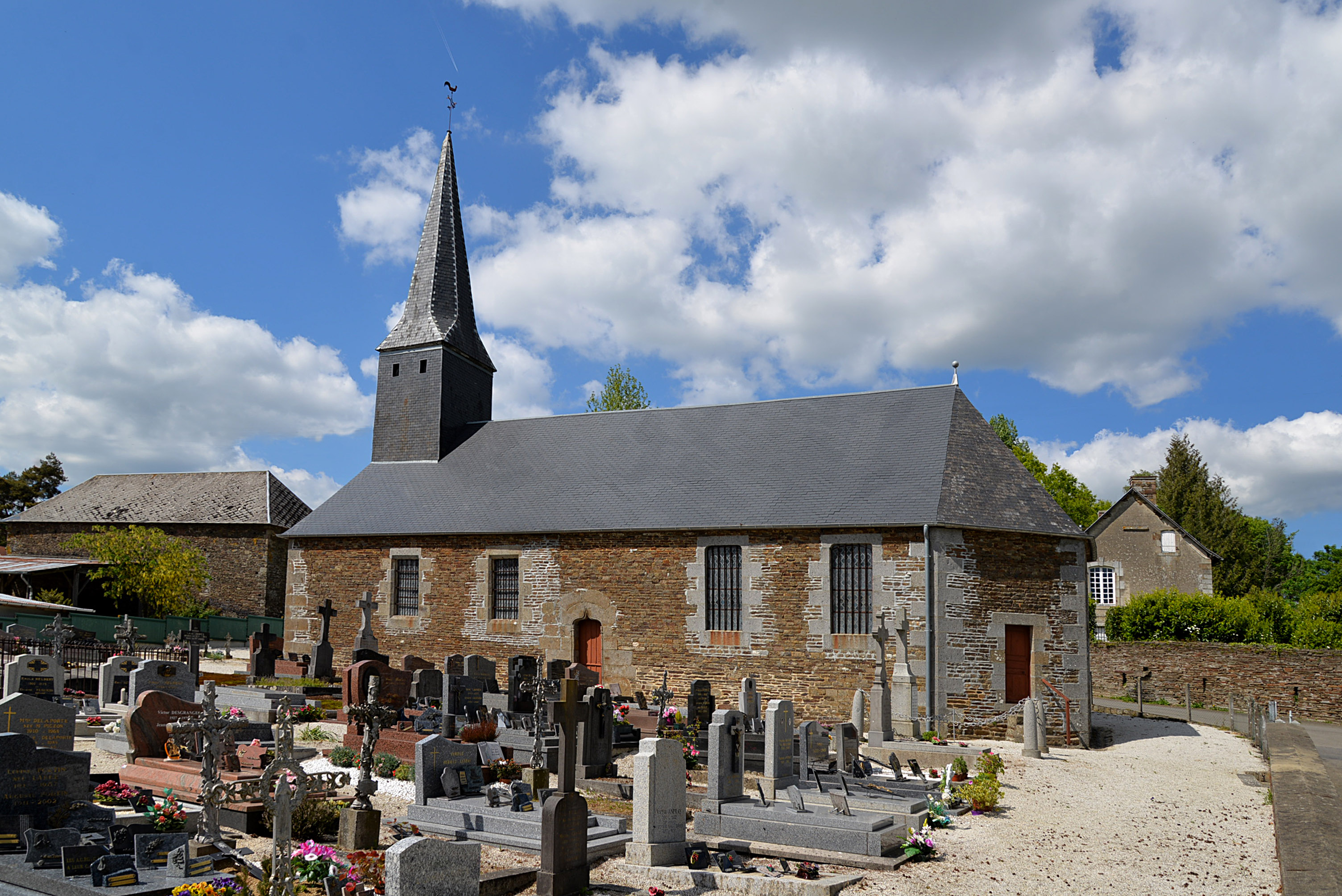
Kirche Saint-Jean-Baptiste
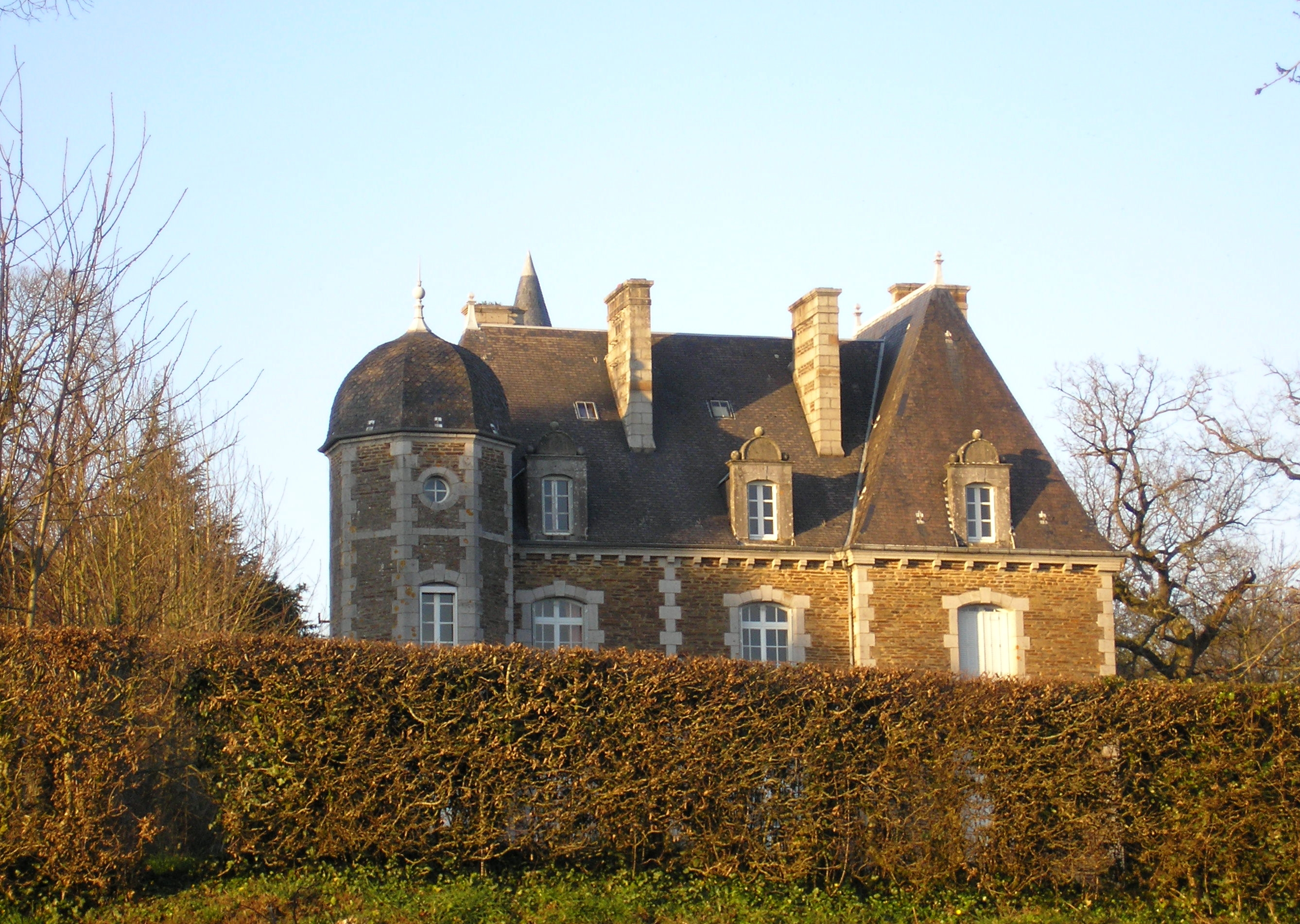
Schloss
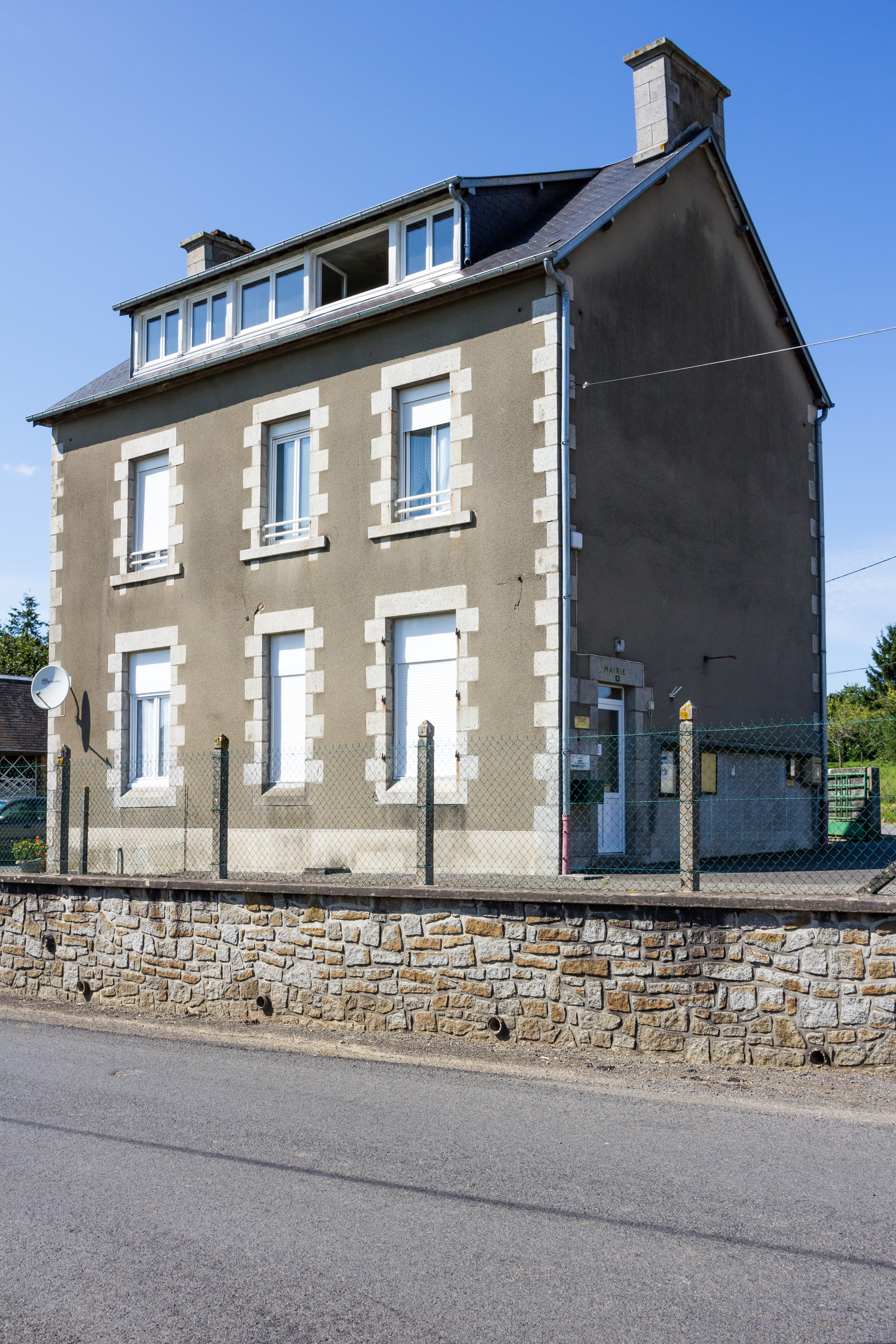
Ehemalige Mairie Chasseguey
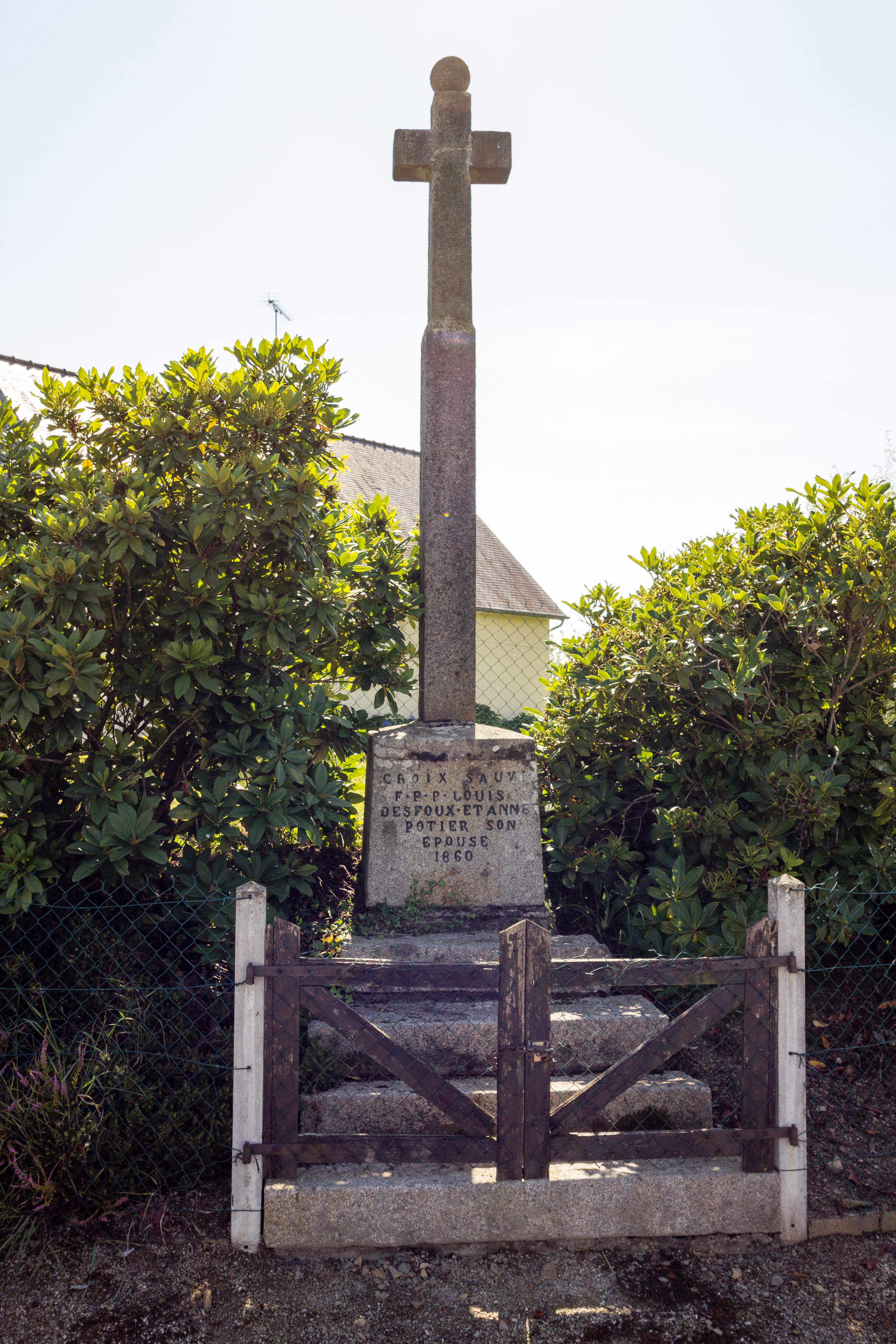
Flurkreuz

- Kirche Saint-Jean-Baptiste
- Schloss
- Ehemalige Mairie Chasseguey
- Flurkreuz

## Belege
1. ↑  Erlass der Präfektur Arrêté No.125 über die Bildung der Commune nouvelle Juvigny les Vallées vom 8. Juli 2016.